# 鈴木徳衛
鈴木 徳衛（すずき とくえ、1930年4月4日 - 2004年1月25日）は、東京都出身のサッカー選手、サッカー指導者。

## 経歴
東京都出身。東京高等師範学校附属中学校蹴球部出身。慶應義塾大学法学部に入学後はソッカー部に入部。大学卒業後は日立製作所に入部。1953年には日本代表に選出され、ユールゴーデン戦で初出場した。
現役引退後は日立および慶應義塾大学の監督を歴任した。2004年1月24日、東京都目黒区の病院で胆嚢癌により死去した。なお、元サッカー選手の鈴木徳彦は息子に当たる。